# بليتش (الموسم 12)
آرانكر: معركة كاراكورا الحاسمة (破面・空座決戦篇 آرانكارو كاراكورا كيسِّن هِن) هو الموسم الثاني عشر من أنمي بليتش، ويحتوي على 17 حلقة. قام بإخراج الموسم نوريوكي أبيه وأنتجه تلفاز طوكيو و‌دنستو و‌إستديو بيرو. الموسم مقتبس من مانغا بنفس الاسم للمؤلف تايت كوبو. يحكي الموسم عن قتال الشينغامي دفاعًا عن بلدة كاراكورا ضد جيش الآرانكر بقيادة سوسكي آيزن الذي يحاول استغلال كاراكورا واستخدامها لغزو مجتمع الأرواح وتدميره.
بدأ عرض الموسم في اليابان على تلفاز طوكيو ابتداءً من 31 مارس 2009 وحتى 21 يوليو 2009. أصدرت أنيبلكس 4 مجلدات دي في دي كل منها يحتوي على 4 حلقات ابتداءً من 27 يناير 2010 وحتى 25 أبريل 2010.
يحتوي الموسم على 4 شارات موسيقية: شارتان للبداية وشارتان للنهاية. شارة البداية لأول حلقتين هي «فيلونيكا» (Velonica) من أداء أكوا تايمز. شارة البداية الثانية هي "فتيات" (少女S شوجو إسو) من أداء سكاندال، واِستُخدِمت لبقية الحلقات. شارة النهاية لأول حلقتين هي "وتر السماء (إلى البالغ أنت)" (Sky chord 〜大人になる君へ〜 سوكاي كودو ~أوتونا ني نارو كيمي إي~) من أداء شيون تسوجي. شارة النهاية الثانية هي "سأحميك، أنا أحبك" (君を守って 君を愛して كيمي أو ماموتِّي، كيمي أو أيشيتي) من أداء سامبو ماستر، واِستُخدِمت لبقية الحلقات.

## قائمة الحلقات
| الرقم | عنوان الحلقة                                                                  | فصول المانغا                                         | تاريخ العرض الأصلي |
| ----- | ----------------------------------------------------------------------------- | ---------------------------------------------------- | ------------------ |
| 213   | «محقق الدفن الروحي، عودة الكاراكوري» (魂葬刑事カラクライザー誕生)             | رسوم من المجلد 29                                    | 31 مارس 2009       |
| 214   | «يوم الكاراكوري الأخير» (カラクライザー最後の日)                              | رسوم من المجلد 29                                    | 7 أبريل 2009       |
| 215   | «دافع عن مدينة كاراكورا! الظهور الكامل للشينيغامي» (空座町を護れ！死神総登場) | 316-317                                              | 14 أبريل 2009      |
| 216   | «النخبة! الشينيغامي الأربعة» (精鋭！四人の死神)                               | 318-319                                              | 21 أبريل 2009      |
| 217   | «تشارلوت الشرير الصغير الجميل» (美しき小悪魔シャルロッテ)                     | 320-321                                              | 28 أبريل 2009      |
| 218   | «كيرا، المعركة مع اليأس» (吉良、絶望の中での戦い)                             | 322-324                                              | 5 مايو 2009        |
| 219   | «شيكاي هيساغي! اسمه هو...» (檜佐木始解！その名は…)                            | 324-326                                              | 12 مايو 2009       |
| 220   | «سقوط إيكاكو! أزمة الشينيغامي» (一角倒れる！死神の危機)                       | 326-328                                              | 19 مايو 2009       |
| 221   | «المعركة الحاسمة الكاملة! الشينيغامي ضد الإسبادا» (全面対決！死神VS十刃)      | 328-330                                              | 26 مايو 2009       |
| 222   | «الثنائي الأكثر شرًا!؟ سوي فونغ وأومايدا» (最凶タッグ!?砕蜂&大前田)            | 331-332                                              | 2 يونيو 2009       |
| 223   | «جسد معجز! إطلاقات جيو» (驚異の肉体！ジオ解放)                                | 332-333                                              | 9 يونيو 2009       |
| 224   | «معركة ثلاثة ضد واحد! أزمة رانغيكو» (3vs1の戦闘！ピンチの乱菊)                | 333-335                                              | 16 يونيو 2009      |
| 225   | «نواب القادة قد هُزِموا! الوحش الشيطاني المرعب» (副隊長全滅！恐怖の妖獣)        | 336-337                                              | 23 يونيو 2009      |
| 226   | «القتال الضاري انتهى؟ نحو معركة جديدة!» (激闘終結？新たなる戦いへ！)          | 338-340                                              | 30 يونيو 2009      |
| 227   | «خطأ رائع» (ワンダフル・エラー)                                               | 0.8 0. قصة جانبية أ - الرمل 0. قصة جانبية ب - الدوَّار | 7 يوليو 2009       |
| 228   | «الصيف! البحر! مهرجان زي السباحة!!» (夏だ！海だ！水着祭!!)                    | مجلد 29: بليتش على الشاطئ!!                          | 14 يوليو 2009      |
| 229   | «بكاء الروح؟ وُلد الشينيغامي البساط» (魂の叫び？ヅラ死神誕生！)                | حصرية                                                | 21 يوليو 2009      |

## إصدارات منزلية
| المجلد | تاريخ الإصدار  | الحلقات | مرجع   |
| ------ | -------------- | ------- | ------ |
| 1      | 27 يناير 2010  | 213–216 | [ 4 ]  |
| 2      | 24 فبراير 2010 | 217–220 | [ 9 ]  |
| 3      | 25 مارس 2010   | 221–224 | [ 10 ] |
| 4      | 25 أبريل 2010  | 225–229 | [ 5 ]  |